# George Chapman
George Chapman (Hitchin, 1559 - Londres, 12 de maig de 1634) fou un poeta, dramaturg i traductor anglès.

## Biografia
Va estudiar al Trinity College d'Oxford, on va rebre una bona formació en clàssics grecollatins, tot i que no va obtenir-hi cap grau. VA atènyer un gran coneixement del grec que va servir-li per a les seves traduccions posteriors d'Homer, però també va rebre coneixements de filosofia estoica d'Epictet i Sèneca. El 1576 es traslladà a Londres sota la protecció de sir Thomas Walsignham, el príncep de Gal·les i el Comte de Somerset, iniciant una afortunada carrera literària. Va forjar una amistat íntima amb Edmund Spenser, Christopher Marlowe, Ben Jonson i l'arquitecte Inigo Jones, que projectà la seva tomba a St. Giles in the Fields. Alguns passatges de les seves obres suggereixen que va haver de viatjar per diversos països europeus i participar de la campanya d'Holanda.
A la seva lírica s'hi mostra com un precursor dels poetes metafísics: L'ombra de la nit (1593) i El banquet dels sentits d'Ovidi (1595). D'altres poemes són De Guiana, Carmen Epicum (1596), en què es narra l'exploració de sir Walter Raleigh a la Guaiana. Va concloure Hero i Leandro (1598), un poema mitològic que deixà inacabat Christopher Marlowe. Se sol considerar Chapman com el "poeta rival" que apareix als sonets de Shakespeare.
Començà a ser famós quan estrenà amb èxit obres teatrals escrites per a la Companyia de l'Almirall sota la direcció de Philip Henslowe, en aquestes obres fon l'escola llatina de Plaute i Terenci amb l'herència de la Commedia dell'Arte, també hi apareix, abans fins i tot que a Ben Jonson, la caracterització mitjançant la teoria dels quatre humors que havia tornat a posar de moda el doctor Juan Huarte de San Juan. Altres comèdies seves són An Humorous Day's Mirth (1697), Tots bojos (1599), El senyor d'Olive (1606), L'uixer gentilhome (1606) i Dia de maig (1611).
Les seves grans tragèdies s'inspiren en l'estil de Christopher Marlowe i tracten sobretot temes de la història de França: Bussy d'Ambois (1607), La conspiració i tragèdia de Carles, duc de Byron (1608), La venjança de Bussy d'Ambois (1613) i La tragèdia de Chabot (1639). Les tragèdies sobre Bussy d'Ambois formen un cicle força interessant: el protagonista és un home fogó i enamoradís, qui no el venç ni tan sols la mort, atès que, tot i que és assassinat al final de la primera obra, a la segona apareix com un fantasma i insta el seu germà perquè el vengi.
També escrigué obres en col·laboració amb altres autors: Cap a l'est! (1605), escrita amb Ben Jonson i John Marston, que conté referències satíriques als escocessos i va fer que Marston i Chapman fossin empresonats, i Ben Jonson anà a la presó voluntàriament per acompanyar-los-hi.
Quant a la seva tasca com a traductor, és autor de versions de poetes grecs i llatins, i alguns sonets de Francesco Petrarca. El 1598 va començar la traducció de la Ilíada, que acabà el 1612 i va aparèixer el 1616 juntament amb l'Odissea al The Whole Works of Homer, bo i constituint la primera traducció completa a l'anglès de les obres d'Homer.